# Mamito
Pour plus de détails, voir Fiche technique et Distribution.
Mamito est un film français réalisé par Christian Lara et sorti en 1980.
Il constitue une trilogie avec Coco la Fleur, candidat et Vivre Libre ou Mourir.

## Synopsis
Agathe, dite Mamito, vit une retraite paisible en Guadeloupe, mais son fils est victime d'un accident et a laissé des dettes.

## Fiche technique
- Réalisation : Christian Lara
- Scénario : Christian Lara
- Musique : Richard Cassin, Francisco Charles
- Photographie : Jean-Claude Couty
- Montage : Martine Rousseau
- Durée : 85 minutes
- Date de sortie : 9 janvier 1980

## Distribution
- Lucrèce Saintol : Mamito
- Greg Germain : Denis
- Roger Tannous : Amédée
- Francisco Charles : Robert
- Ibo Simon : Ibo
- Odette Laurent : Hélène
- François Maistre : Monsieur Laurence
- Jean-Pierre Lemoine : André
- Richard Cassin : Dr Cordier

## Critiques
Pour Le Monde, Mamito est une « tranche de vie aux saveurs tropicales, il sait éviter aussi bien les pièges de l'exotisme [...] que ceux du militantisme ».